# Rampertshof
Rampertshof ist ein Gemeindeteil der Gemeinde Simmelsdorf im Landkreis Nürnberger Land (Mittelfranken, Bayern). Rampertshof liegt in der Gemarkung Diepoltsdorf.

## Geografie
Der Weiler befindet sich an einem namenlosen rechten Zufluss der Schnaittach. Ein Anliegerweg führt etwa 200 m nordwestlich zur Kreisstraße LAU 2.

## Geschichte
1343 wurde der Ort als „Rampretsdorf“ erstmals erwähnt. Östlich, am Hang des Hienbergs befindet sich der mittelalterliche Burgstall Hienberg, bei dem es sich vermutlich um eine hochmittelalterliche Adelsburg handelte. Heute ist diese Höhenburg fast vollkommen abgegangen; nur sehr wenige Überreste zeugen von ihrer Existenz.
Mit dem Gemeindeedikt wurde Rampertshof im Jahr 1808 dem Steuerdistrikt Hormersdorf und der Ruralgemeinde Hormersdorf zugewiesen. Mit dem Zweiten Gemeindeedikt (1818) erfolgte die Umgemeindung in die neu gebildete Gemeinde Diepoltsdorf. Im Zuge der Gebietsreform in Bayern wurde Rampershof am 1. Juli 1971 nach Simmelsdorf eingegliedert.